# Сурамский тоннель
Сурамский железнодорожный тоннель — тоннель на перевальном участке Зестафони — Хашури Грузинской железной дороги. Построен в 1886—1890 годах под Сурамским хребтом под руководством инженера Ф. Д. Рыдзевского. Обеспечивает железнодорожное сообщение между Западной и Восточной Грузией. Длина тоннеля — 4 км. Тоннель двухпутный, электрифицирован на постоянном токе. Расположен на перегоне между станциями Ципа (Западная Грузия) и Хашури (Восточная Грузия). Обслуживает как пассажирские, так и грузовые поезда, ежедневно через него проходят более 50 пар поездов.
С 2011 года для замены Сурамского тоннеля в целях повышения скорости и пропускной способности железной дороги ведётся строительство нового участка, включающего новый перевальный тоннель длинной 8,3 км. В 2017 году работы были закончены.

## Строительство
Движение по железнодорожной линии через Сурамский хребет, соединяющей Тифлис и побережье Чёрного моря, было открыто ещё в 1872 году. Профиль пути на участке Квириллы (сейчас — Зестафони) — Михайлово (сейчас — Хашури) был очень сложным, небезопасным, здесь могли проследовать лишь составы небольшой массы, да и те приходилось подталкивать паровозом-толкачом. В связи с этим линия вскоре была перепроектирована, а для спрямления пути спроектирован Сурамский тоннель длиной около 4 км. Первоначальным проектом предусматривалось строительство тоннеля длиной 4416,5 метра, сметная стоимость работ по постройке тоннеля составляла 7 258 775 рублей. Однако после утверждения проекта и проведения геодезических и геологических изысканий на месте строительства тоннеля, первоначальный проект пришлось изменить. По окончании строительства протяжённость тоннеля составила 3998,3 метра.

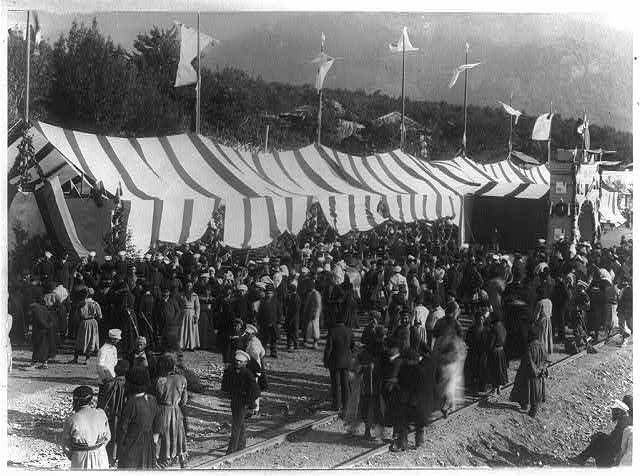
Открытие тоннеля

В 1886 году, по окончании предварительных работ, разбивки на местности оси тоннеля (и прочих подготовительных работ), строители приступили к пробивке нижней направляющей хода тоннеля с двух сторон: с западной и восточной. Сначала проходка выполнялась ручным способом, всего на этом этапе работ с обеих сторон туннеля было пройдено 277 погонных метра. Затем было начато бурение: на западной стороне с 6 июня 1887 года, а на восточной — с 15 января 1888 года. С западной стороны необходимо было пробурить 3058 метра, а с восточной — 930 метра. Бурение производилось машинами Брандта, причём с таким успехом, что 12 октября 1888 года, в 7 часов утра, пробивка тоннеля была закончена. Оси двигавшихся навстречу ходов разошлись в вертикальной плоскости на 4,3 см, а в горизонтальной — на 12,8 см, что считалось очень хорошим результатом. При работах по пробивке нижнего направляющего хода тоннеля среднесуточная производительность машин Брандта составила: на участке тоннеля с западной стороны 6,2 метра, с восточной — 4,05 метра, эти цифры значительно превосходили предусмотренную контрактом среднесуточную проходку тоннеля в 2,84 метра. В 1888 году Император Александр III с семьёй совершал поездку по Северному Кавказу и Закавказью. В этой поездке Императора сопровождал Министр путей сообщения. Зная о поездке Императора и Министра путей сообщения на Кавказ, строители работали с удвоенной энергией, желая завершить пробивку тоннеля до отъезда из Кавказского региона Министра путей сообщения. Сверхурочная работа поощрялась премиями. Пробивка тоннеля могла закончится значительно раньше, так как при благоприятных условиях удавалось пробурить за сутки до 10 метров, но строительству мешали сложные геологические условия (сильное пучение слабых пород), большой приток грунтовых вод и горючие газы, выделявшиеся из породы. Так с западной стороны приток грунтовых вод нередко составлял от 2460 до 11 070 м3 в сутки, а с восточной стороны — от 984 до 1476 м3 воды в сутки. Воспламеняющиеся газы также появлялись в значительных объёмах, и хотя несчастных случаев при воспламенении удалось избежать, за исключением нескольких ожогов, эти газы вызывали большое беспокойство у рабочих. Для того, чтобы уменьшить вероятность возгорания взрывоопасных газов, была установлена система вентиляции, которая обеспечивала приток свежего воздуха в обе стороны тоннеля в объёме до 400 м3 в минуту. После этого возгорания газов стали случаться значительно реже. Гора, через которую пробивался тоннель, состояла из пластовых глинистых сланцев и рухляков меловой породы, покрытых в свою очередь третичными отложениями. Слабая горная порода доставляла значительные проблемы проходчикам тоннеля.
По контракту, заключённому с подрядчиками, подошвенный ход тоннеля должен быть 2,67 метра в высоту и столько же в ширину, но при машинном бурении была разработана галерея значительно меньших размеров. Поэтому после завершения бурения к работе приступила артель минёров, которая расширила галерею до проектных размеров ручным способом. Для вывоза грунта из тоннеля и подвоза строительных материалов в тоннель был сооружён специальный рельсовый путь. Внутри тоннеля вагоны с грунтом и стройматериалами перевозились лошадьми, а за пределами тоннеля — несколькими паровозами. Всего было задействовано до 500 вагонов. Выработка грунта и установка крепей, по окончании верхнего ключевого хода, выполнялась двумя способами: бельгийским и австрийским. Стоимость работ по разработке и вывозу грунта из тоннеля составила 2 478 615 рублей.
Затем строители приступили к каменной кладке тоннеля и обделке. Для постройки фундамента применялся камень твёрдых пород — гранит либо твёрдый песчаник, применение известняков для фундамента не допускалось. Боковая стена тоннеля имеет высоту 3,84 метра от верхней поверхности рельсов до свода потолка. Обделка тоннеля выполнялась отдельными кольцами длиной от 6,4 до 8,5 метров (возможно — в окружности). В слабых породах, в которых возможен сдвиг боковых стен от давления грунта, а так же выпучивание подошвы тоннеля, между фундаментами были построены так называемые обратные своды. На обделку тоннеля, каменную кладку и постройку порталов было затрачено 1 713 965 рублей.
Всего на постройку тоннеля израсходовано около 145 682 м3 камня, около 39 358 м3 цемента (в то время измерялся объём сыпучих материалов (цемента), а не масса), около 163,8 тонн динамита, около 38 848 м3 песка, на изготовление крепей в тоннеле израсходовано более 19 820 м3 леса, из тоннеля вывезено около 388 485 м3 грунта. Всё это вместе взятое составляет огромную цифру, приблизительно 1 310 392 тонны…Всего на постройку тоннеля было израсходовано 5 224 996 рублей, что значительно меньше, чем сметная стоимость.
Строительный камень для обделки тоннеля был доставлен из следующих мест: гранит — из Гелата (недалеко от города Кутаиси) и из Ципских карьеров; известняк — из Белогорского, Сурамского и Ципского карьеров; базальт — из карьера в Боржомском ущелье; трахит — из карьера у станции Гори, и песчаник — из Дзегвинского карьера, недалеко от Мцехета. Цемент был куплен на новороссийском заводе, а лес приобретался в основном из Боржома.
Всего при строительстве тоннеля было задействовано около 2000 человек. В то время не только на Кавказе, но и вообще в России не было специалистов, умеющих выполнять работы по проходке тоннеля: минёров, операторов бурильных установок. Поэтому эти работы выполняли специалисты, приехавшие из Германии и Италии. Даже первую партию каменщиков пришлось пригласить из этих стран. Позднее, остальные мастеровые и рабочие: слесари, плотники, каменщики, каменотёсы, включая чернорабочих, из-за отсутствия местных рабочих специалистов, были приглашены из внутренних губерний России, а также из Персии, Турции, Греции и Италии. Такое смешение рабочих разных национальностей, говорящих на разных языках, доставляло большие неудобства. Так как работы в тоннеле выполнялись круглосуточно, рабочие трудились по сменам: 8-ми часовым или 12-ти часовым, в зависимости от типа и трудоёмкости работ. Для рабочих были созданы довольно благоприятные санитарные условия. За весь период строительства тоннеля, длившийся почти 3 года, умерло около 80 рабочих. Причиной смерти был назван силикоз.
Для телеграфного сообщения в тоннеле был проложен 11-ти жильный кабель, из которых 6 жил предназначались для нужд Закавказской железной дороги, а оставшиеся 5 жил переданы в распоряжение почтово-телеграфного округа.
Торжественное открытие Сурамского тоннеля состоялось 16 сентября 1890 года, в присутствии Министра путей сообщения Российской Империи статс-секретаря Адольфа Яковлевича Гюббенета и Главноначальствующего гражданской частью на Кавказе, генерал-адъютанта Сергея Алексеевича Шереметева.
Движение по новому участку было открыто в 1890 году, что позволило увеличить пропускную способность участка Квириллы — Михайлово практически в два раза.

## Режим движения
На 2020 год предусмотрен следующий режим движения поездов:
- Грузовые поезда проходят через тоннель под тягой двух электровозов ВЛ10 или ВЛ11, один из них может выполнять функцию толкача.
- Пассажирские поезда могут проходить под тягой электровоза 4Е10 составностью не более 6 вагонов, ВЛ10 — не больше 8—10 вагонов. Более длинные составы следуют под тягой двух электровозов.
- Электропоезда ES и GRT следуют без ограничений по тяге.